# 堪薩斯航空博物館
堪薩斯航空博物館（英語：Kansas Aviation Museum）是位於美國堪薩斯州威奇托市的博物館，其建築在1935年至1954年曾是威奇托市機場航站樓。
博物館擁有許多展示機，包括B-47轟炸機、B-52同溫層堡壘戰略轟炸機、KC-135空中加油機、波音727、波音737、F-84F雷電戰鬥機、比奇星際飛船、T-37鳴鳥式教練機、里爾23、西斯納500/501原型機、斯蒂爾曼4、PT-17教練機、萊爾德燕子(1920製作的複製品)、沃特金斯雲雀、U-8塞米諾爾和T-33教練機。
該建築於1990年作為行政大樓被列入美國國家史蹟名錄，它也被稱為一號樓。

## 歷史與建築
堪薩斯航空博物館位於威奇托前威奇托市機場的航站樓和行政大樓內。博物館委員會於1928年購買了640英畝的周遭空地（2.6公里2），並由格倫托馬斯擔任建築師，於1930年7月1日開始建設，但由於大蕭條和缺乏資金，建設很快停止。直到1933年作為WPA項目恢復建設時，該建築才完工。開幕儀式於1935年3月31日星期日舉行，但跑道在1930年代後期才作為WPA項目鋪設。
在第二次世界大戰期間，該機場成為美國第四繁忙的機場，是美國中部的一個便捷中轉站，並且在威奇託為數萬架戰機進行無休止的飛行測試。1942年和1943年分別往建築物的東端和西端擴建以應付龐大的交通流量。1940年增加了航空交通管制塔的上部，它也是全美第一個有斜窗的塔台。
二戰後到1950年代，美國空軍決定他們需要在堪薩斯州的中心建立空軍基地，這便是後來的麥康奈爾空軍基地，一個戰略空軍基地，直到1992年中期成為一個空戰指揮基地，12月1993年成為空中機動司令部基地。當時空軍不想花費數年時間設計和建造一個新的空軍基地，於是空軍和威奇托市達成了價格協議，該建築於1951年賣給了聯邦政府。該市用這筆錢購買了土地，開始在威奇托西側設計並建造新的威奇托市機場。
直到1954年10月最後一次商業航班起飛之前，民用和軍用航班都共享機場。之後空軍繼續使用這座大樓（稱為一號大樓），直到大約1984年他們將此建築廢棄。在堪薩斯航空博物館於1990年成立並開始營運之前，它閒置並部分毀壞了至少六年。1990年3月6日提交了將該建築列入歷史名錄的申請，後來獲得批准。目前建築物的外部已經修復，但內部裝潢還有很多工作要做，而且還需要花費數百萬美元才能讓它回到1930年代的全盛時期。截至2012年6月，由於缺乏資金，博物館的更新工作停滯不前。2019年，博物館進行了改裝，安裝了新的外門，更換了控制塔玻璃，目的是為了改善建築物的功能，同時保持國家歷史登記處要求的歷史標準。
堪薩斯航空博物館是少數幾個允許遊客進入其展覽飛機的博物館之一，博物館每年舉辦一次「Play on a Plane Day」。
該建築的風格為裝飾風藝術，具有強烈而明顯的幾何形狀和銳角。大堂三扇門上方的前面是著名的聖路易精神淺浮雕，描述飛機橫跨大西洋，將愛爾蘭盡收眼底。

## 相關圖片

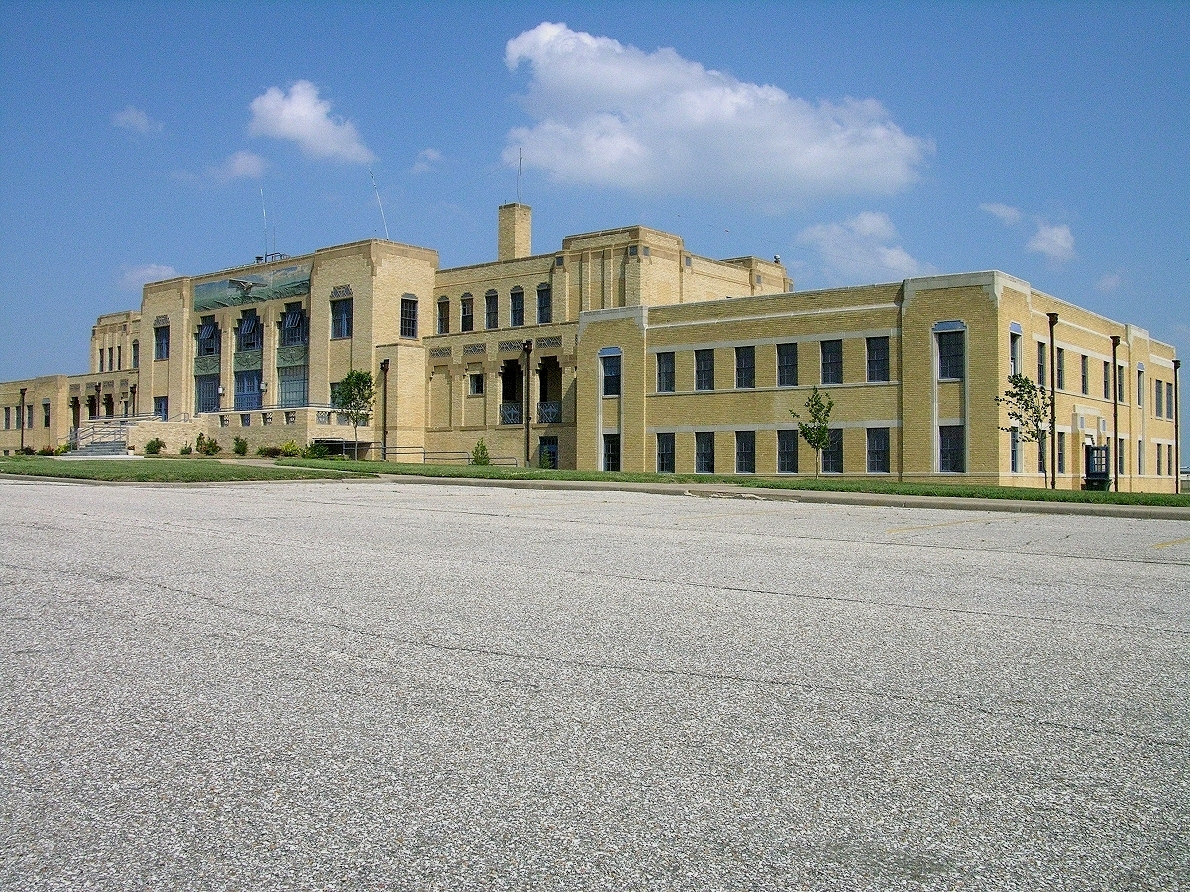
博物館的西北側
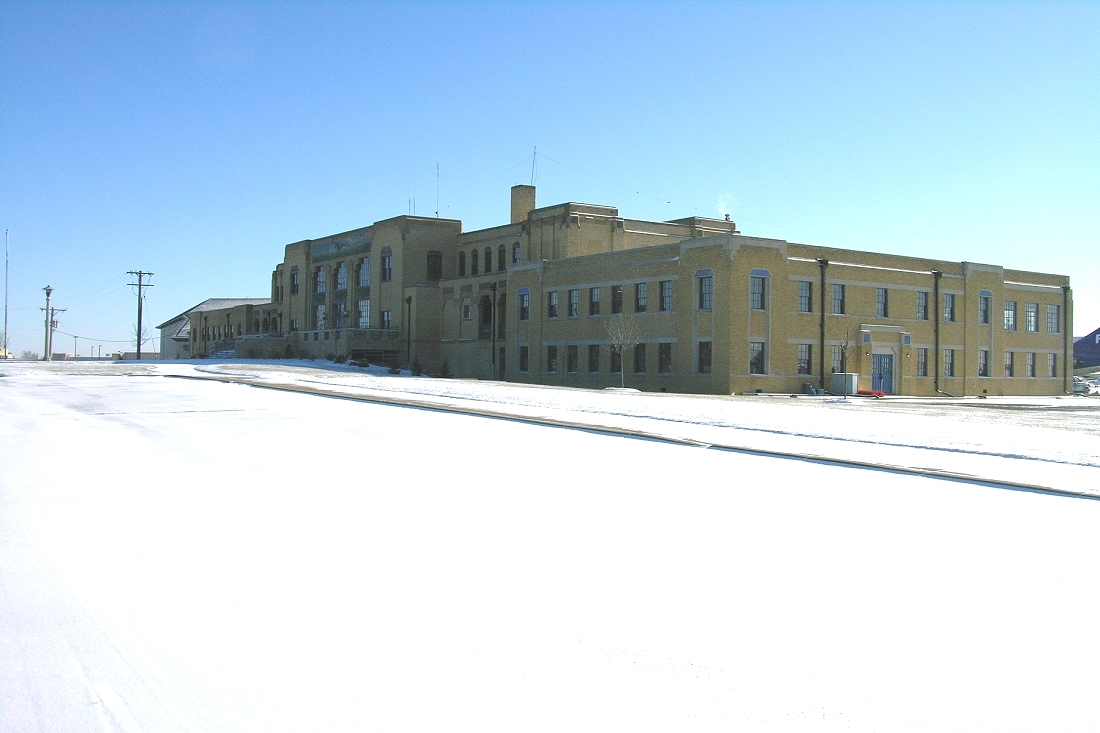
博物館的東南側
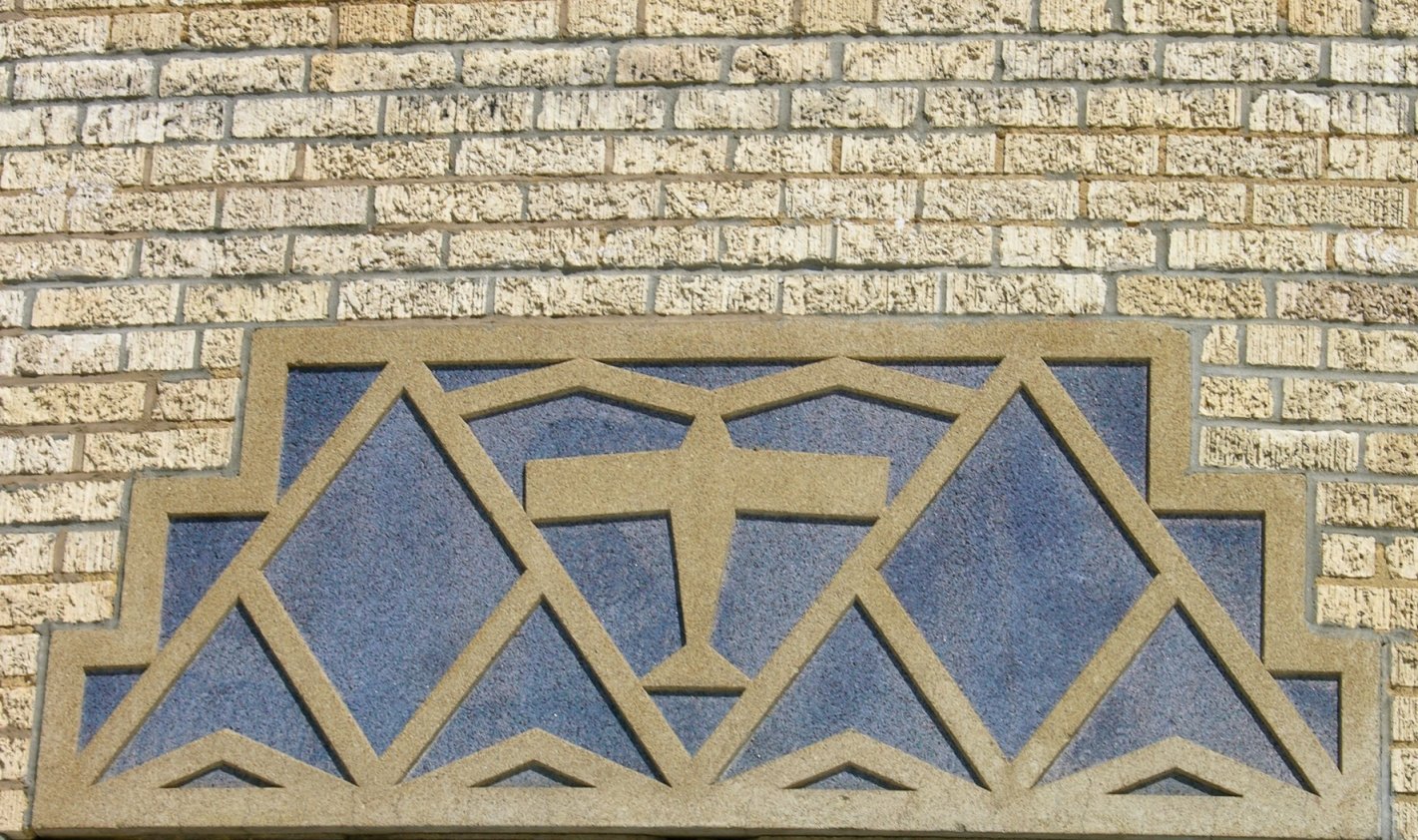
裝飾性窗架
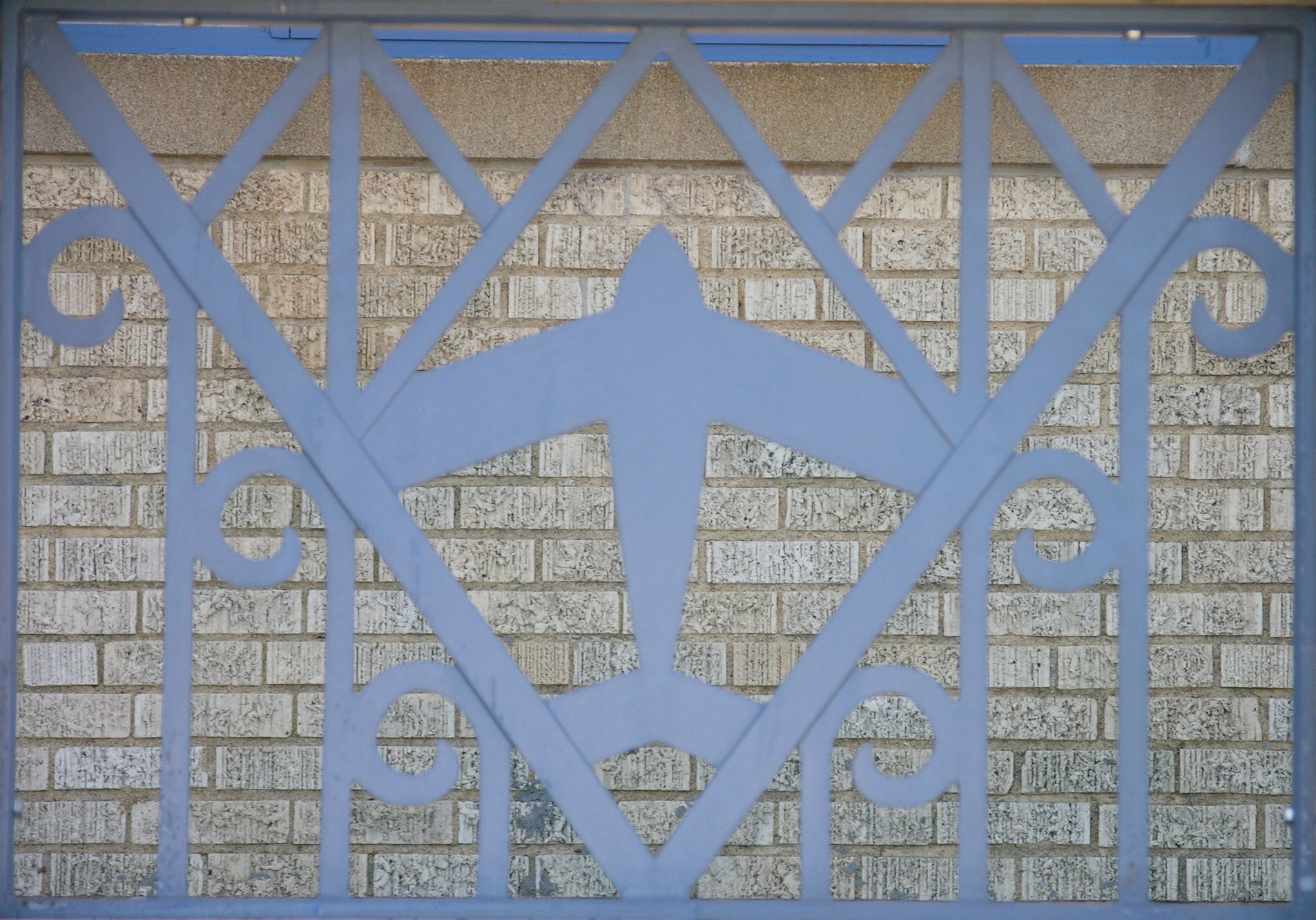
裝飾性欄杆
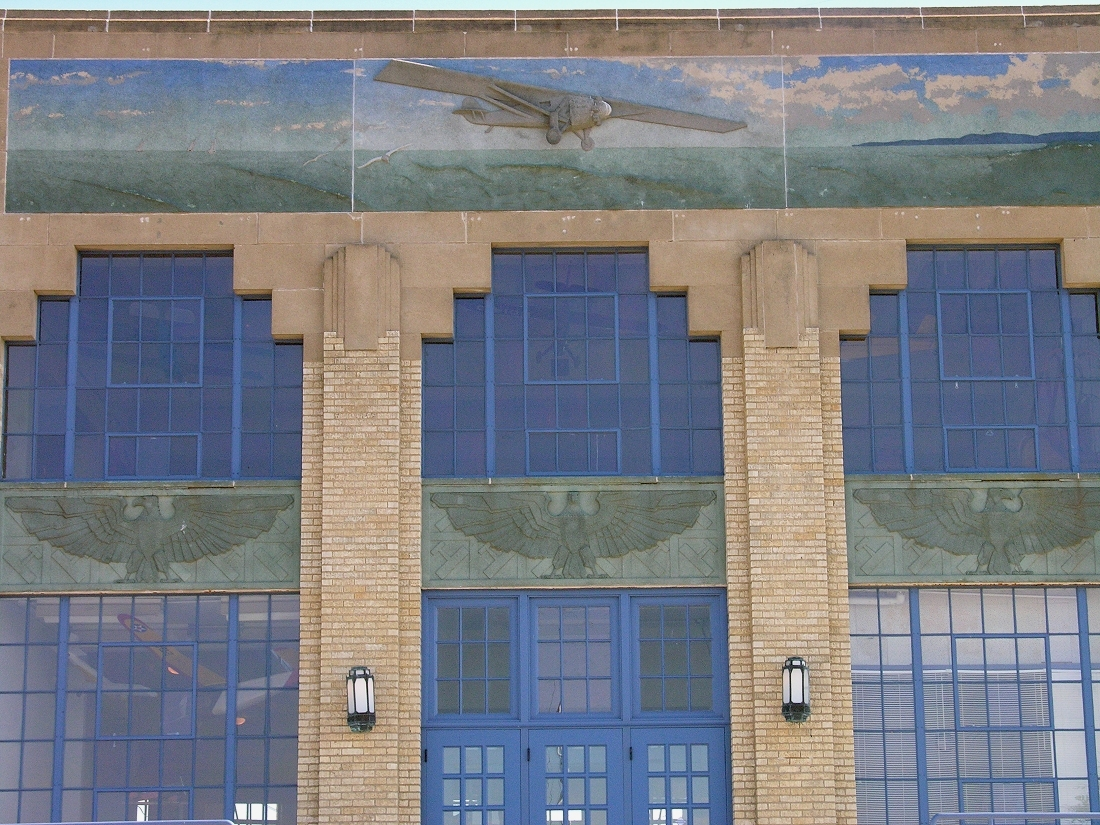
RyanNYP的淺浮雕

## 外部連結
- 官方网站
- Wings Over Kansas: Aviation Hall of Fame Inductees 1986–1999 List
- Administrative Building from the National Park Service site Aviation: From Sand Dunes to Sonic Booms: A National Register of Historic Places Travel Itinerary
- Administrative Building NRHP Application (12 page PDF) - National Park Service